# Clayton Failla
Clayton Failla (* 8. Januar 1986 in Żabbar) ist ein maltesischer Fußballspieler.

## Verein
Seit 2004 ist Failla durchgehend in der Maltese Premier League aktiv und spielte dort bisher für sieben verschiedene Erstligisten, aktuell für den FC Mosta. In dieser Zeit gewann er insgesamt drei Mal die nationale Meisterschaft, vier Mal den Pokal, drei Mal den Supercup und wurde in den Spielzeiten 2009/10 sowie 2011/12 Fußballer des Jahres auf Malta.

## Nationalmannschaft
Von 2008 bis 2018 bestritt Failla insgesamt 52 Länderspiele für die maltesische A-Nationalmannschaft und erzielte dabei zwei Treffer.

## Erfolge
- Maltesischer Meister: 2009, 2015, 2017
- Maltesischer Pokalsieger: 2006, 2007, 2012, 2013
- Maltesischer Superpokal: 2009, 2015, 2017

## Auszeichnungen
- Maltesischer Fußballer des Jahres: 2009/10, 2011/12